# Lucernamoly
A lucernamoly (Oncocera semirubella avagy Salebria semirubella) a valódi lepkék közül a fényiloncafélék (Pyralidae) családjában a karcsúmolyok (Phycitinae) alcsaládjába tartozó lepkefaj.

## Elterjedése, élőhelye
Ez az európai faj hazánkban is mindenfelé megtalálható.

## Megjelenése
Szárnyain a mintázat hosszanti rózsaszínű, sárga és barna sávokból áll. Szárnyának fesztávolsága 26–30 mm.

## Életmódja
Évente két nemzedéke nő fel úgy, hogy fiatal hernyók telelnek át, majd tavasszal elsősorban a fakadó sarjakat rágják, és közben pókhálószerű szövedékkel szövik át azokat.
A hernyó tápnövényei a pillangósvirágúak (Fabaceae) fajai, amiket alkalmilag károsítanak is.
Főbb tápnövényei:
- lucerna (Medicago sativa),
- szarvaskerep (Lotus corniculatus),
- patkócím (Hippocretis comosa),
- iglice (Ononis sp.),
- fehérhere (Trifolium repens).

A lepkék éjszaka aktívak, a mesterséges fény vonzza őket.
Gazdasági jelentősége általában nincs; bár 1955 óta időnként hazánkban is okoz kisebb károkat.
Jugoszlávia Magyarországgal határos részén a lucernát károsította. Érdemleges kártételéről Angliában, Franciaországban és Azerbajdzsánban számoltak be.

## Külső hivatkozások
- Mészáros Zoltán – Szabóky Csaba: A magyarországi molylepkék gyakorlati albuma. Budapest: Agroinform. 2005.  arch Hozzáférés: 2018. április 6. (PDF)